# 航海年鑑 (イギリス)
航海年鑑（こうかいねんかん、英語: The Nautical Almanac）は、イギリスで発行される公式の航海年鑑である。本項目では別のタイトルで発刊されたイギリスの公式の航海年鑑についても合わせて説明する。
1767年にThe Nautical Almanac and Astronomical Ephemeris（航海年鑑及び天体暦）のタイトルで発刊された。これは、経度の決定に使われる天文データを掲載した世界初の年鑑だった。元々は王立グリニッジ天文台から発行された。初期にどのように航海年鑑が制作されたかの詳細な説明は、国立海事博物館によって出版されている。
1958年（1960年版）以降、王立航海年鑑局とアメリカ海軍天文台は、両国の海軍が使用するための統合された航海年鑑を共同で発行している。

## 出版の歴史
本節では、色々変化した名称と内容について説明する。表記している刊行年はデータが有効な年度を示しており、実際に発行された年度は、時代により異なるが、それよりも1年から5年前である。
長年にわたり、イギリスとアメリカの公式の航海年鑑と天体暦は歴史的に関連しているが、1981年に名称と内容が統合された。

### 1767年 - 1959年
1767年から1959年まで、The Nautical Almanac and Astronomical Ephemeris（航海年鑑及び天体暦）というタイトルで、天測航法用データと一般の天文データの両方が含まれていた。それにもかかわらず、この出版物は、特に初期においては単にThe Nautical Almanac（航海年鑑）と呼ばれた。1832年から、出版の責任は王立航海年鑑局に移された。
1767年の創刊号の最大の機能は、月距の表を提供することであり、これを使用することにより、月の観測から海上の経度の決定が容易となった。それから数年以内に、他の国の年鑑にも月距の表が掲載されるようになった。月距は1906年までイギリスの公式の年鑑に掲載され続けていたが、その頃にはそれを使用することは実際には減少していた。1907年から1919年までの版では、その代わりに計算例が掲載された。
1767年から1833年までの版では、天体暦の表はグリニッジの視太陽時（平均太陽時ではない）によって提示されていた。これは、航海年鑑の重要な利用者が航海士であり、視太陽時は利用者が太陽や星の高度によって得られる時間と同じものという理由によるものである。グリニッジ平均時（これは平均太陽時である）は1834年版から採用され、1959年まで続いた。1924年版まで、時間引数はグリニッジ平均時の正午を0hとして数えていた。1925年版からは時間の開始点が変更され、常用日の開始と同じく深夜を0hとするようになり、常用日の計算と一致するようになった。
1767年から1959年にかけて、航海用の別の補助的な刊行物も発行された。
- 1896年 - 1913年: Nautical Almanac and Astronomical Ephemerisの第1部（天測航法のためのデータが含まれている）のみをThe Nautical Almanac & Astronomical Ephemeris, Part 1として発行した。
- 1914年 - 1951年: 上記の第1部のみの分冊をThe Nautical Almanac Abridged for the Use of Seamen（船乗りの用のための航海年鑑要約）と改称した。
- 1952年 - 1959年: デザインを変更し、The Abridged Nautical Almanac（要約航海年鑑）に改称した。これが1960年版より単にThe Nautical Almanac（航海年鑑）となる。

### 1960年 - 1980年
1960年版から、イギリスとアメリカで内容が統一され、イギリスにおいてはThe Astronomical Ephemeris（天体暦）とThe Nautical Almanac（航海年鑑）が分けられた。
天体暦の1960年版からは平均太陽時の代わりに暦表時が採用されたが、航海年鑑は航海士のためのものであったため、それまで通り平均太陽時を使い続けた。

### 1981年以降
1981年にアメリカとイギリスでタイトルが統一され、The Astronomical Almanac（天文年鑑）とThe Nautical Almanac（航海年鑑）になった。

## アメリカにおけるイギリスの航海年鑑
アメリカでは、公式の航海年鑑として1855年版からThe American Ephemeris and Nautical Almanac（アメリカ天文航海年鑑）が発行された。それまでは、イギリスの航海年鑑がアメリカでも使用されていた。ただし、アメリカでは時々独自に印刷されていた。

## 現代の代替情報源
年鑑のデータは、アメリカ海軍天文台からオンラインでも入手可能である。